# Marble machine

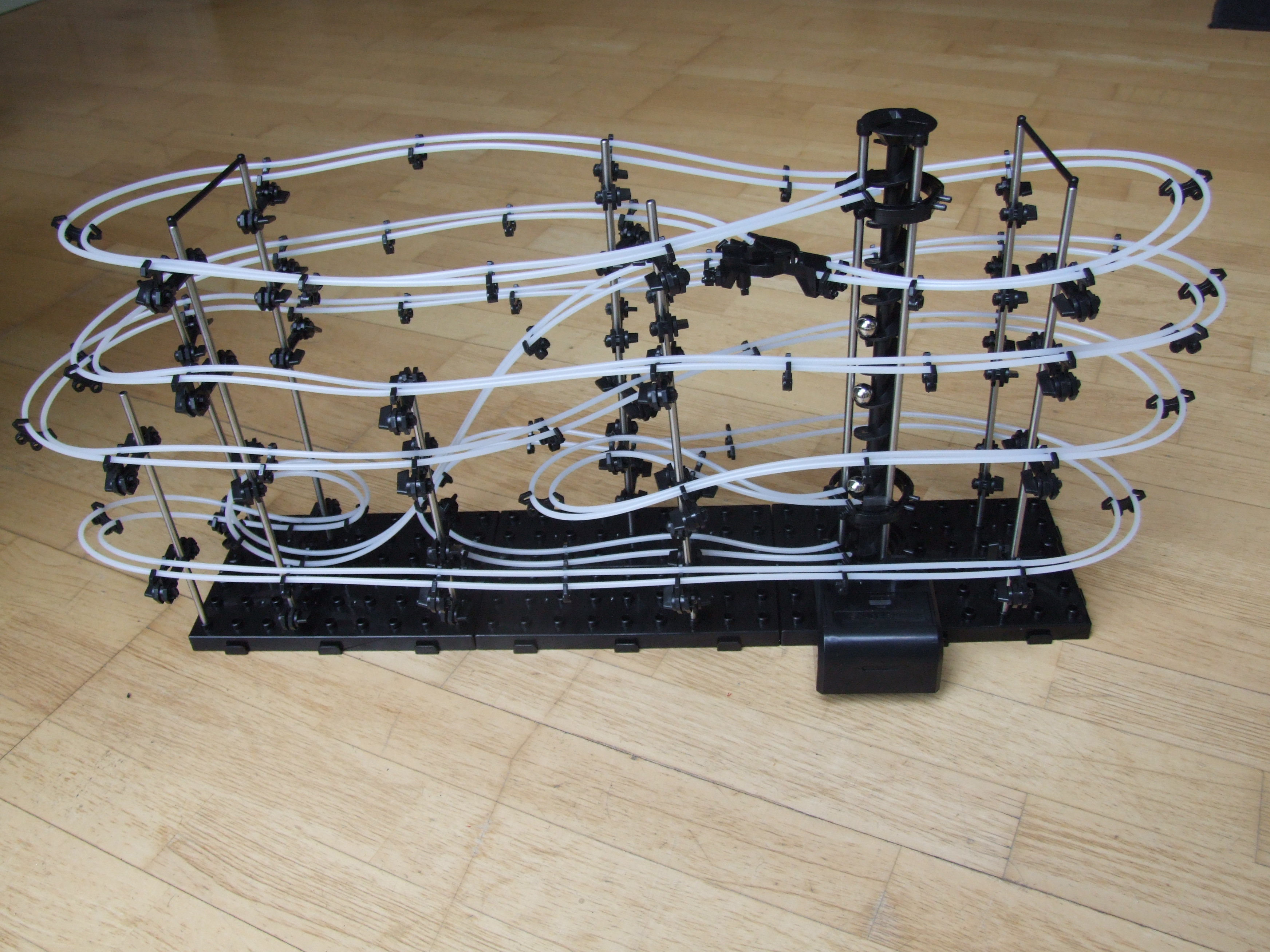

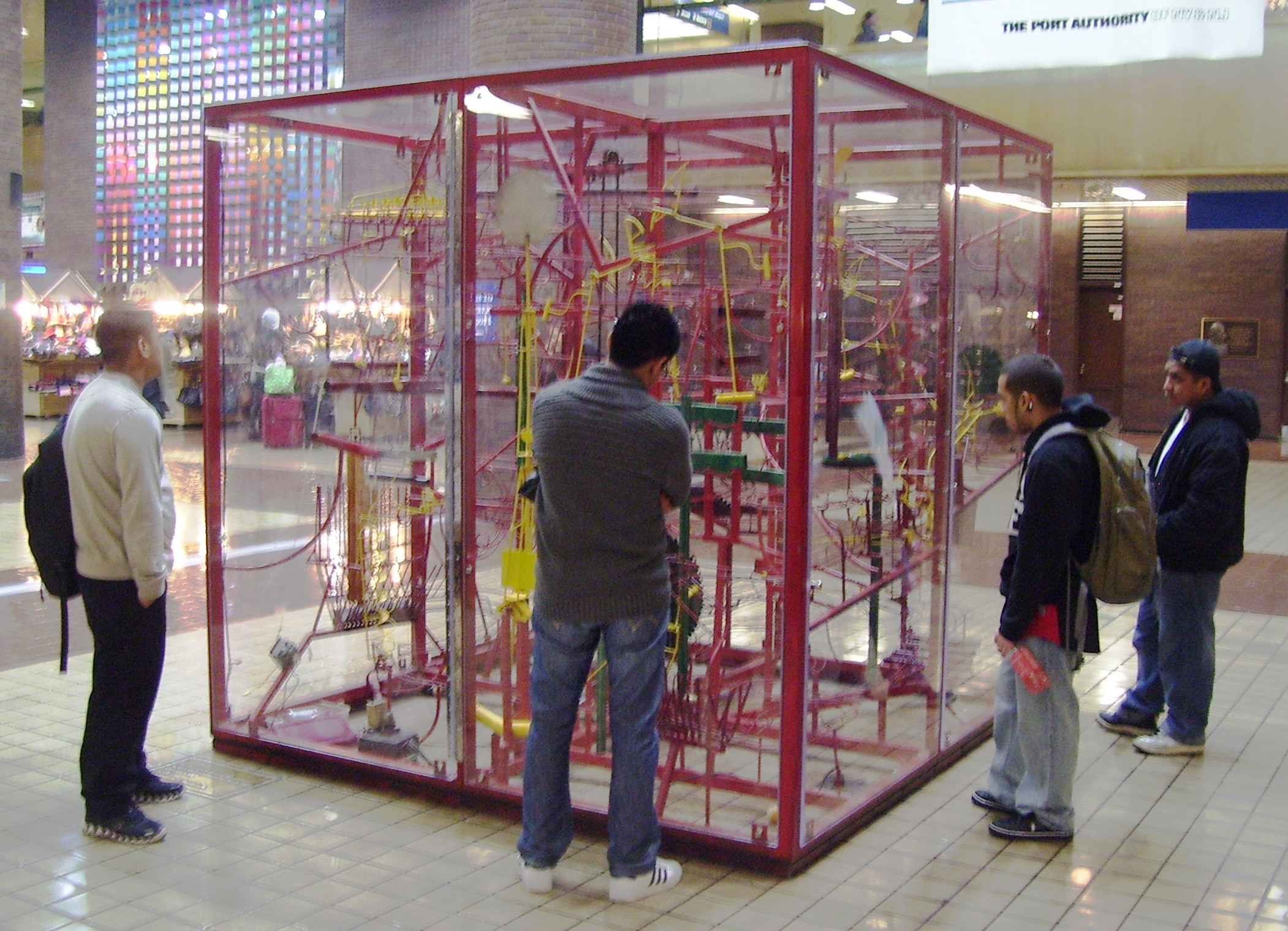

Marble machine (укр. Мармурова машина), також Rolling ball sculpture (RBS) — іграшкова машина, пристрій, що демонструє основні принципи роботи машин і механізмів. Популярний напрям творчого конструювання та кінетичного мистецтва.

## Конструкція
Рухомими елементами машини є системи важелів, підйомників, коліс та інших елементів, які разом забезпечують безперервний та повторюваний рух марблів — сталевих, скляних або керамічних кульок.
В окремих Marble machine застосовують рішення, що реалізують функції найпростіших елементів комп'ютерної техніки: логічні ланки І та Або, тригери, елементи пам'яті тощо.

## Використання
Збільшені копії Marble machine демонструють в закладах масового відвідування. Розробляються музичні автомати на основі marble machine.
Найбільша у світі мармурова машина зведена у Кельні (Німеччина) у березні 2013, довжина її доріжок — 1043.5 метри.

## Marble machine у мистецтві
- В американському фільмі «Перелом» мармурова машина є одним з «героїв» фільму і символізує здатності героя фільму.